# Az-Zubayr
Az-Zubayr (in arabo الزبير‎?; traslitterato: Az Zubair, ma anche Zubair o El Zubair o Al Zoubair) è una città irachena a sud di Bassora capoluogo dell'omonimo distretto nella Provincia di Bassora.

## Storia
La città prende il nome da al-Zubayr ibn al-ʿAwwām (in arabo الزبير بن العوام‎?) cugino del profeta Maometto e uno dei Ṣaḥāba (Compagni del Profeta).
La città sarebbe stata fondata nel 1571 (anno 979 dell'egira) quando il sultano ottomano Selim II ordinò che fosse costruita una moschea accanto alla tomba di Zubayr ibn al-Awwam, nei pressi del sito della vecchia Bassora, soprattutto in prossimità delle tombe. Intorno alle tombe e alla moscheà si è poi sviluppata la città.
Durante l'epoca ottomana, la città era un emirato governato da un emiro (o sceicco) da famiglie del Najd, come l'Āl Zuhayr, Āl Mesharī e Āl Ibrāhīm. Come altri Emirati sotto l'impero ottomano, l'Emirato di Zubayr era uno Stato tributario dell'Impero ottomano, da cui riceveva protezione. Nel corso del XIX secolo, la città di az-Zubayr ha subito una forte immigrazione di tribù provenienti dal Najd, in quanto il loro territorio aveva ben poco da offrire e fino agli anni settanta e ottanta, la città è stata prevalentemente popolata da persone di origine najdiana. Ora solo poche famiglie restano dei vecchi abitanti. La maggior parte di loro è tornata nel Najd e in altre regioni dell'Arabia Saudita e in Kuwait. Nel periodo in cui vi era un consistente presenza najdiana, la maggioranza della popolazione era di religione sunnita, in netto contrasto con la vicina Bassora sciita.
Nel 2008 la città di Zubayr aveva una popolazione di circa 240 000 abitanti e si era sviluppata fino a conglomerarsi nell'area metropolitana di Bassora, con un totale di quasi 3 milioni di abitanti. Nel 2014 la popolazione ha raggiunto 370 000 abitanti Come Bassora attualmente la maggioranza della popolazione di Zubayr è sciita ed è appena distinguibile dalla stessa Bàssora, ma contrariamente a Bassora, Zubayr ha ancora una forte minoranza sunnita, che tuttavia ha dovuto affrontare le violenze dei militanti sciiti, al punto che molti di loro sono fuggiti in paesi del Golfo o nelle aree sunnite dell'Iraq.

## Infrastrutture e trasporti
La città ha un porto commerciale sul Khawr az-Zubayr, un'importante via d'acqua che collega lo Shaṭṭ al-ʿArab al golfo Arabico, mentre alcuni chilometri più a sud sud si trova il porto di Umm Qasr la più importante base militare della marina militare irachena.